# Menhir de Kerdanestre
Le menhir de Kerdanestre, dit également de Kerdanaitre ou Croix basse, est un menhir christianisé situé à Saint-Lyphard, en France.

## Localisation
Le menhir est situé sur la commune de Saint-Lyphard, dans le département de la Loire-Atlantique, au lieu-dit la Croix Longue.

## Description
La croix de Kerdanestre se dresse sur un socle quadrangulaire dissimulé sous le piédestal en pierre. 
Elle porte une plaque qui indique « Date 1717. Rénové le 28/11/1981 par l’Association de La Madeleined’Hier et d’Aujourdhui ».

## Historique
La tradition orale retient que les croix de Keralio et de Kerdanestre ont fait partie d'un ensemble mégalithique situé au village de la Croix Longue, à proximité de la voie romaine, appelée localement le chemin des Saulniers, qui reliait la Vilaine à Guérande et Méan. 
La pierre est déplacée et dissimulée pendant la Révolution, puis érigée à nouveau, à quelque distance de son emplacement original.